# 维拉尔博伊特
维拉尔博伊特（義大利語：Villarboit），是意大利韦尔切利省的一个市镇。总面积25平方公里，人口491人，人口密度19.6人/平方公里（2009年）。ISTAT代码为002163。